# زيغمار فيتيغ
زيغمار فيتيغ (بالألمانية: Sigmar Wittig)‏ (و. 1940  م) هو أستاذ جامعي، ومهندس ألماني، هو عضوٌ في أكاديمية هايدلبرغ للعلوم والعلوم الإنسانية (منذ 1998)، والأكاديمية الألمانية للعلوم ليوبولدينا، وأكاديمية العلوم والفنون لشمال الراين - وستفاليا، ووكالة الفضاء الأوروبية.

## جوائز
حصل على جوائز منها:
- Karl Heinz Beckurts Award  [لغات أخرى]‏ (1992)
- نيشان استحقاق صليب الضباط لجمهورية ألمانيا الاتحادية